# Вир-при-Стичні
Вир-при-Стичні (словен. Vir pri Stični) — поселення в общині Іванчна Гориця, Осреднєсловенський регіон, Словенія. Висота над рівнем моря: 330,2 м.